# Rinaldo Bonanno

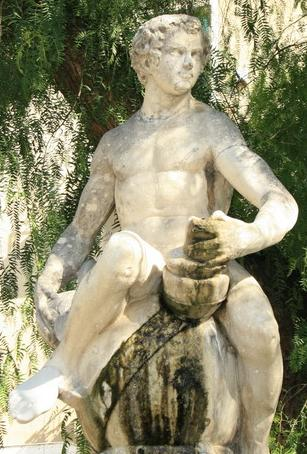
Fontana Gennaro a Messina (1590) attribuita a Bonanno.

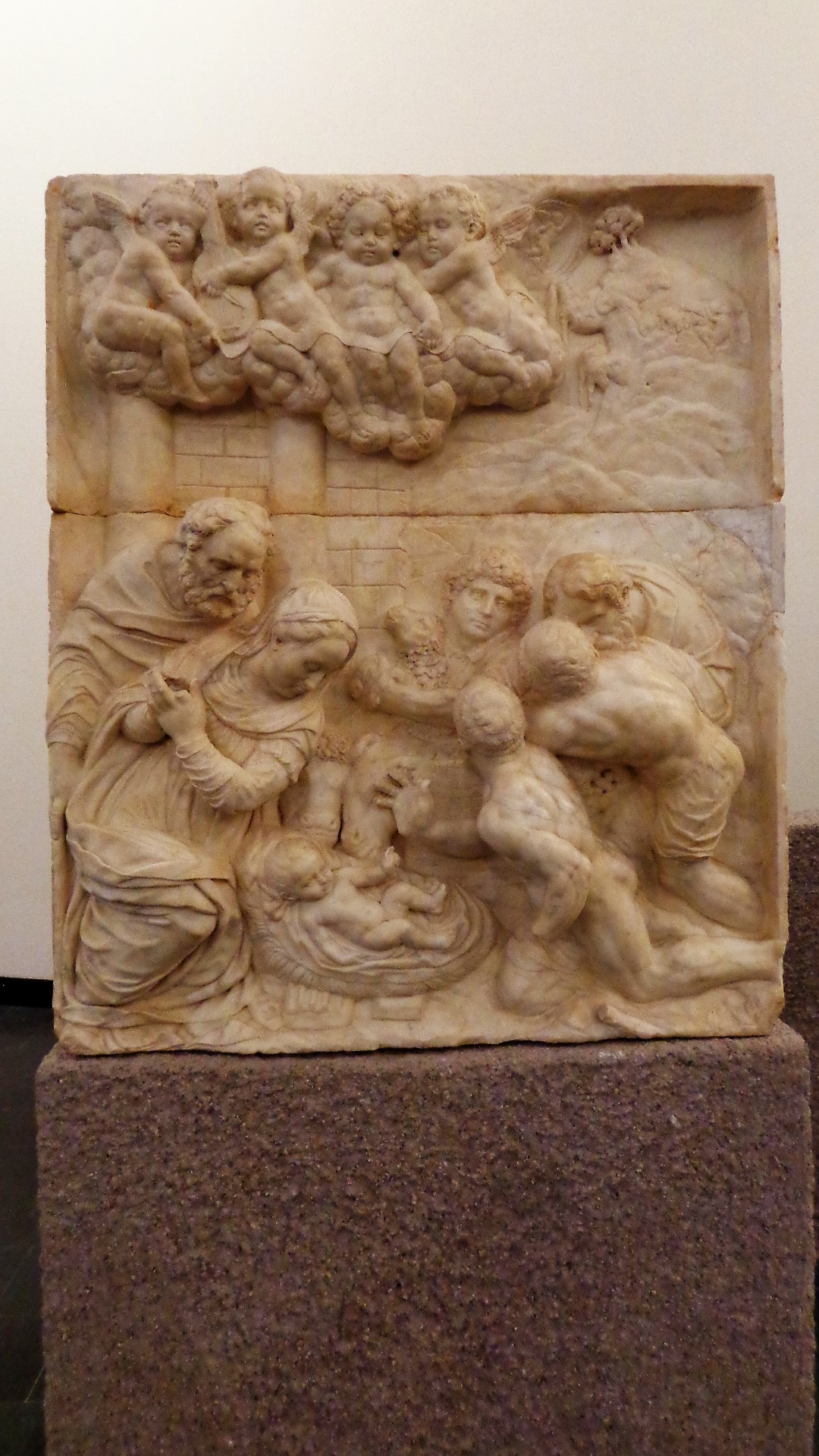
Adorazione dei Pastori, Museo regionale di Messina.

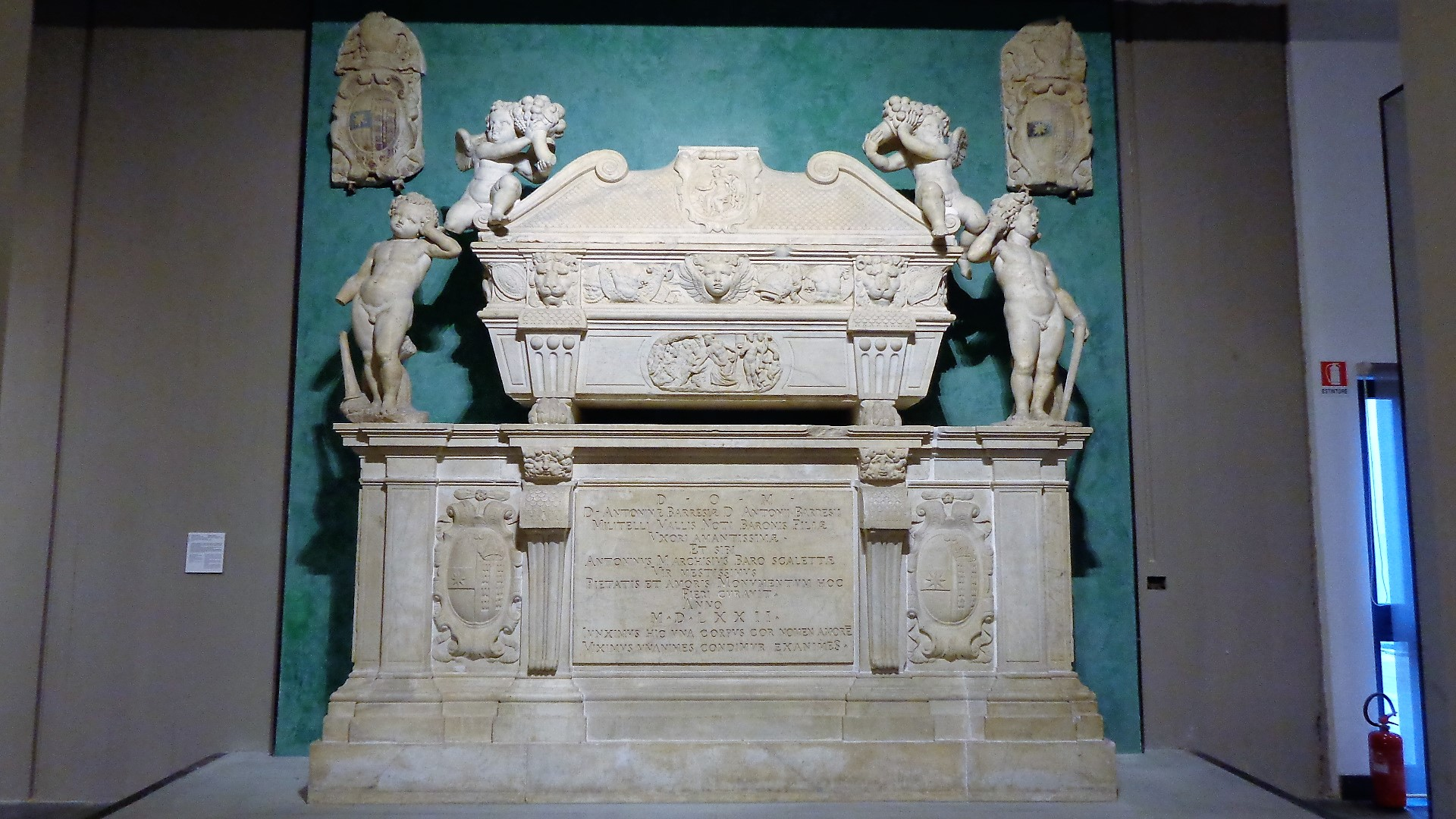
Monumento funebre Marchesi-Barresi, Museo regionale di Messina.

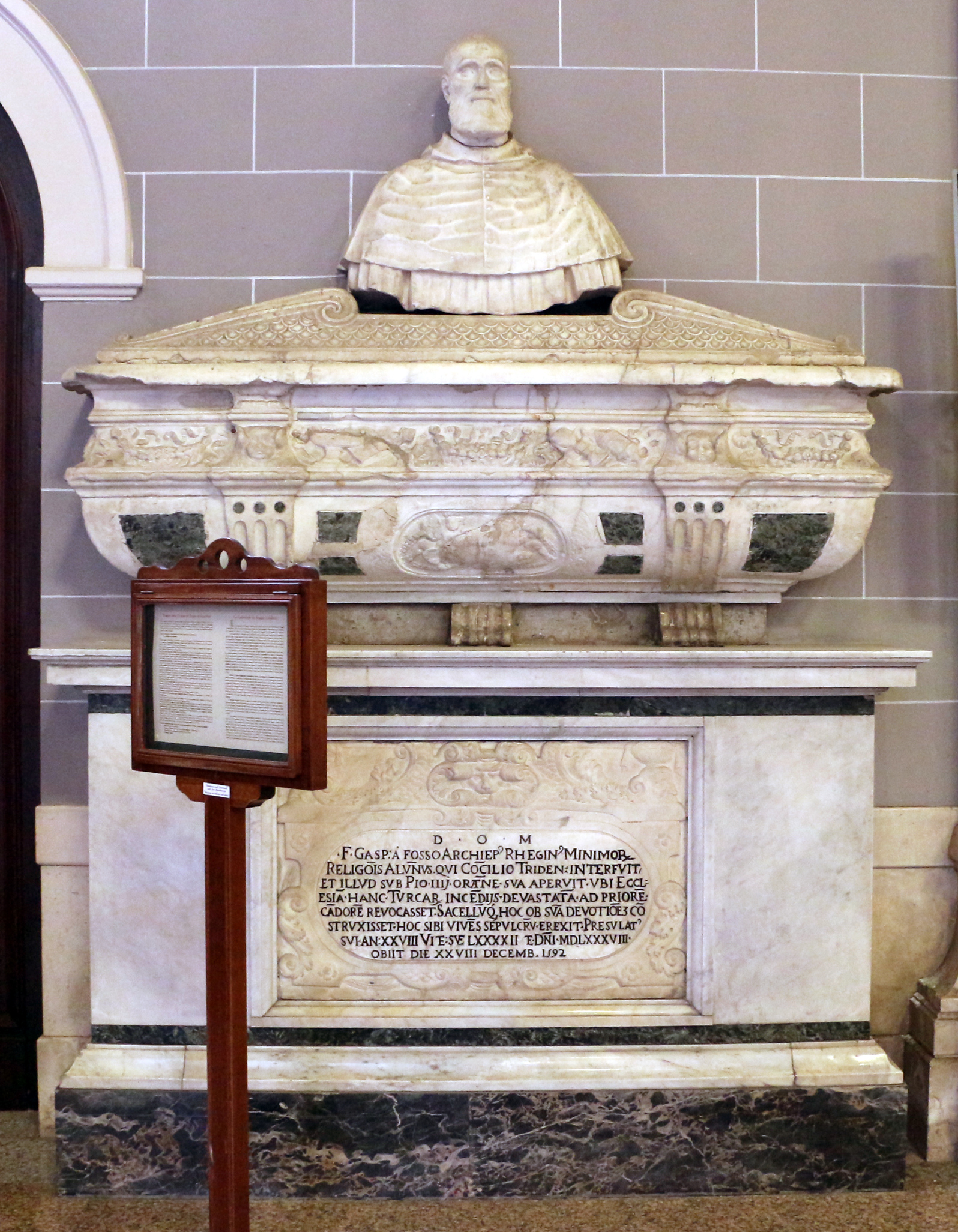
Sepolcro di Gaspare Ricciulli Del Fosso, 1588, Duomo di Reggio Calabria.

Rinaldo Bonanno (Raccuja, 1545 – Messina, 1600) è stato uno scultore e architetto italiano.

## Biografia
Fu un importante scultore della seconda metà del XVI in Sicilia. Allievo di Giovanni Agnolo e Martino da Messina  e poi di Martino Montanini che fu successore di Giovanni Angelo Montorsoli al cantiere del duomo nel 1577. Nell'opera del Bonanno tuttavia, l'influenza della tradizione toscana e michelangiolesca, presente a Messina con numerosi artisti, fu accompagnata da elementi tardo gotici che si esprimono per esempio nei ricchi panneggi delle figure, ed influssi dei Gagini.
Divenne genero dello scultore toscano Andrea Calamech e collaborò nella sua affermata bottega messinese, lavorando, tra l'altro, ad alcune cappelle nel duomo di Messina.
Nel 1580 lavorò anche a Massa per il principe Alberico Cibo e Carrara per l'avanzamento lavori per la realizzazione del "Canale delle Grondine".
Apprezzato artista, fu autore di numerose statue lignee e marmoree commissionate da chiese della Sicilia e Calabria meridionale.
Sulle orme del suocero fu anche architetto, autore, tra l'altro, della facciata della chiesa Madre di Alì Superiore (1584) e di allestimenti effimeri.
Nonostante i tratti "arcaicizzanti" è considerato da alcuni autori il maggior scultore attivo in Sicilia nella seconda metà del XVII secolo.

## Opere

### Messina e provincia
- 1561, Europa, bassorilievo marmoreo documentato su fonte adiacente all'aggregato del monastero di Monte Vergine di Messina.[6]
- 1562, Fonte e statua, manufatti marmorei, opere documentate presso la primitiva piazzetta di San Sebastiano di Messina.[7][8]
- 1563, Fonte Valleverde, manufatto marmoreo, opera documentata presso la primitiva chiesa di Santa Caterina di Valverde di Messina.[8]
- 1569, Adorazione dei Pastori, altorilievo marmoreo, opera proveniente dalla Cappella Abbate della chiesa di Sant'Agostino, oggi custodita nel Museo regionale di Messina.[8]
- 1582, Sepolcro, manufatto marmoreo commissionato per Giovanni Retana, opera documentata presso l'Altare della Pietà della basilica cattedrale protometropolitana della Santa Vergine Maria Assunta di Messina.[9][8]
- 1591, Archi trionfali, architetture effimere, pubblicazione stampe riproducenti manufatti temporanei realizzati per l'Invenzione di San Placido Martire.[10]
- XVI secolo, Fonte battesimale, manufatto marmoreo, opera documentata nella chiesa di Montevergine di Messina.
- XVI secolo, Acquasantiera, manufatto marmoreo, attribuzione, opera custodita nella chiesa di Santa Maria della Scala nella frazione di Molino di Messina.
- XVI secolo, San Sebastiano, statua marmorea, opera custodita nel duomo di Santa Maria del Gesù di Raccuja.
- XVI secolo, San Sebastiano, statua marmorea, attribuzione, opera custodita nel duomo di Sant'Agata di Alì.
- XVI secolo, Monumento funebre, manufatto marmoreo commissionato per la famiglia Marchesi - Barresi, attribuzione, opera proveniente dalla chiesa di Santa Maria di Gesù di Ritiro Inferiore e custodita nel Museo regionale di Messina.
- XVI secolo, Monumento funebre, manufatto marmoreo commissionato per la famiglia Marchesi - Staiti, attribuzione, opera proveniente dalla chiesa di Santa Maria di Gesù di Ritiro Inferiore e custodita nel Museo regionale di Messina.
- XVI secolo, Madonna delle Grazie, statua marmorea, opera custodita nella chiesa di San Giorgio di Massa San Giorgio.
- XVI secolo, Annunciazione, altorilievo marmoreo, attribuzione, opera custodita nella chiesa della Annunziata di Salice
- XVI secolo, Arione su due delfini, fontana in marmo di Carrara, attribuzione, opera inserita all'esterno di un complesso architettonico, già conosciuto come Casino di Terra Nuova, proprietà privata in località Giampilieri marina, Messina.

### Provincia di Reggio Calabria
- 1584, Madonna con Bambino, busto marmoreo, opera custodita nella concattedrale di Santa Maria Isodia di Bova Superiore.
- XVI secolo, Madonna con Bambino, statua marmorea, attribuzione, manufatto con raffigurazione sullo scannello della Visitazione, Adorazione del Bambino e Madonna con Bambino e anime purganti (detta Madonna della Misericordia). Opera proveniente dalla chiesa di Santa Maria, per poi essere spostata nella chiesa dello Spirito Santo e da qui nella moderna chiesa di Santa Caterina di Bova Superiore.
- 1574, Fonte, manufatto marmoreo, opera custodita nella chiesa di Santa Maria delle Grazie censita a Reggio Calabria.
- 1588, Madonna con Bambino, statua marmorea, opera custodita nella chiesa di Santa Maria del Bosco di Podàrgoni di Reggio Calabria.
- XVI secolo, Maddalena, statua marmorea, opera custodita nella basilica santuario della Madonna dei Poveri di Seminara.
- 1582, Madonna del Soccorso, statua marmorea, opera custodita nella chiesa dell'Immacolata di Taurianova.
- 1587, Madonna con Bambino, statua marmorea, opera custodita nella chiesa di San Nicola di Vito Inferiore.
- XVI secolo, Madonna con Bambino, statua marmorea, opera custodita nella chiesa della Madonna delle Grazie di Sambatello.
- XVI secolo, Madonna della Stella o Madonna della Scala, statua marmorea, recente attribuzione, opera custodita nell'eremo di Santa Maria della Stella di Pazzano.